# GRB14
La proteína 14 unida al receptor del factor de crecimiento es una proteína que en humanos está codificada por el gen GRB14.
El producto de este gen pertenece a una pequeña familia de proteínas adaptadoras que se sabe que interactúan con varias tirosina quinasas receptoras y moléculas de señalización. Este gen codifica una proteína de unión al receptor del factor de crecimiento que interactúa con los receptores de insulina y los receptores del factor de crecimiento similares a la insulina. Esta proteína probablemente tiene un efecto inhibidor sobre la señalización del receptor de tirosina quinasa y, en particular, sobre la señalización del receptor de insulina. Este gen puede desempeñar un papel en las vías de señalización que regulan el crecimiento y el metabolismo. Se han informado variantes de transcripción para este gen, pero hasta la fecha no se ha determinado su naturaleza completa.

## Interacciones
Se ha demostrado que GRB14 interactúa con el receptor del factor de crecimiento epidérmico, receptor 1 factor de crecimiento de fibroblastos y TNKS2.